# AKG-Gruppe
Die AKG-Gruppe ist eine weltweit tätige deutsche Unternehmensgruppe, die thermotechnische Produkte herstellt (Kühler und Wärmetauscher für die Verwendung in Automobil, Nutzfahrzeugen, Diesel- und Gasmotoren, Schienenfahrzeugen, Bau- und Landmaschinen, Kompressoren, Kältetrocknern, Strömungsbremsen, in der Leistungselektronik und der Hydraulik).
Die Gruppe hat Produktionsstandorte in Brasilien, der Volksrepublik China, Deutschland, England, Frankreich, Indien, Japan, Lettland, der Türkei und den USA. Hauptsitz der AKG-Gruppe ist Hofgeismar im Landkreis Kassel in Hessen.
Die von der AKG-Gruppe produzierten Hochleistungskühler und -wärmetauscher werden in Lokomotiven, Hochgeschwindigkeitszügen, in Land-, Bau- und Forstmaschinen, in Industrie-Anlagen und großen Motoren, in Schaltschränken, medizinischen Geräten, Kondensatoren und Wäschetrocknern eingesetzt.
Die Kühlsysteme der AKG-Gruppe werden in Automobilen des Luxussegments wie Bentley, Porsche und Ferrari verbaut. Unter anderem fertigt AKG auch Ladeluftkühler für die Mercedes-Benz C-Klasse. Auch im Airbus A380 wurden kompakte Kühlsysteme der AKG-Gruppe installiert.
Das Unternehmen AKG entstand aus der 1919 in Dortmund gegründeten Autokühler Gesellschaft, die Kühler in Kleinserien fertigte und Reparaturen ausführte. Heute stellt AKG mit über 3.150 Mitarbeitern mehr als 2,5 Millionen Wärmetauscher im Jahr in weltweit 12 Produktionsstätten her.

## Gliederung
- AKG Thermotechnik International
- Autokühler Hofgeismar
- AKG Appenweier (Standort wurde am 31. Dezember 2017 geschlossen)[8]
- AKG Thermotechnik Hofgeismar
- AKG Thermotechnik Dortmund
- AKG Thermotechnik Uslar
- AKG of America
- AKG Midwest
- AKG France
- AKG UK Limited
- AKG Therm. Systems Taicang
- AKG Thermal Systems, Türkei
- AKG Thermotechnik Lettland
- AKG India
- AKG Japan
- AKG Korea
- AKG Brasil
- AKG Mexico